# Kecamatan Warunggunung
Kecamatan Warunggunung är ett distrikt i Indonesien.   Det ligger i provinsen Banten, i den västra delen av landet, 70 km väster om huvudstaden Jakarta.